# 悉曇部 (大正蔵)
悉曇部（しったんぶ）とは、大正新脩大蔵経において、日本における梵字（悉曇文字）や、声明・講式に関する文献をまとめた領域のこと。
第29番目の部であり、収録されている典籍ナンバーは2701から2731まで。巻数では第84巻（後半）に相当する。

## 構成

### 巻別
- 悉曇部 第84巻 - No.2701-2731

### 詳細
悉曇部 第84巻 - No.2701-2731
- 2701.『梵字悉曇字母釈義』
- 2702.『悉曇蔵』
- 2703.『悉曇十二例』
- 2704.『悉曇略記』
- 2705.『悉曇集記』
- 2706.『悉曇要訣』
- 2707.『多羅葉記』
- 2708.『悉曇秘伝記』
- 2709.『悉曇輪略図抄』
- 2710.『辞稀三密鈔』
- 2711.『梵学津梁総目録』
- 2712.『魚山声明集』
- 2713.『魚山私鈔』
- 2714.『魚山目録』
- 2715.『大原声明博士図』
- 2716.『音律菁花集』
- 2717.『声明口伝』
- 2718.『大阿闍梨声明系図』
- 2719.『十二調子事』
- 2720.『声明源流記』
- 2721.『音曲秘要抄』
- 2722.『薬師如来講式』
- 2723.『横川首楞厳院二十五三昧式』
- 2724.『横川首楞厳院二十五三昧起請』
- 2725.『往生講式』
- 2726.『愛染王講式』
- 2727.『求聞持表白』
- 2728.『観音講式』
- 2729.『弥勒講式』
- 2730.『如法経現修作法』
- 2731.『四座講式』